# Melanthia myokosanthia
Melanthia myokosanthia är en fjärilsart som beskrevs av Felix Bryk 1948. Melanthia myokosanthia ingår i släktet Melanthia och familjen mätare. Inga underarter finns listade i Catalogue of Life.